# سیارک ۲۶۳۷۶
سیارک ۲۶۳۷۶ (به انگلیسی: 26376 Roborosa، نامگذاری:1999EB3) بیست و شش هزار و سیصد و هفتاد و ششمین سیارک کشف شده‌است که در ۱۱ مارس ۱۹۹۹ کشف شد.
قدر مطلق سیارک برابر ۱۹.۵ است.